# Suzy Kendall
Suzy Kendall, född Freda Harriet Harrison den 1 januari 1944 i Belper, Derbyshire, är en brittisk skådespelare.
Kendall arbetade först som textildesigner men började sedan en karriär som skådespelare, och medverkade i såväl brittiska som kontinentala och Hollywoodfilmer. Hon var en tid en slags symbol för "Flower Power-epoken" och benämnd som Englands svar på Sharon Tate. Bland hennes filmer märks Operation "Likvidering" (1965), De upproriska (1967), Up the Junction (1968) och Craze (1973).
Åren 1968–1972 var hon gift med skådespelaren och komikern Dudley Moore.